# Dacrydium elegantulum
Dacrydium elegantulum is een tweekleppigensoort uit de familie van de Mytilidae. De wetenschappelijke naam van de soort is voor het eerst geldig gepubliceerd in 1955 door Soot-Ryen.